# Thomas Niedomysl
Pär Thomas Niedomysl, född 14 januari 1976, är en svensk kulturgeograf.
Niedomysl är verksam som docent och universitetslektor vid Lunds universitet, dels vid Institutionen för kulturgeografi och ekonomisk geografi, dels vid centrumbildningen CIRCLE (Centre for Innovation, Research and Competence in the Learning Economy). Han är verksam inom forskningsområdena migration och regional utveckling, och disputerade 2006 vid Uppsala universitet på avhandlingen Migration and place attractiveness.